# Siemens A75
Siemens A75 — мобільний телефон фірми Siemens Mobile. Вийшов 2005 року і належить до бюджетного сегменту. Один з останніх телефонів, що компанія Siemens розробила самостійно, без участі BenQ.

## Опис
Телефон є пластиковим моноблоком. Апарат випускали у двох кольорах: сріблясто-сірому і темно-синьому. Критикували велику товщину корпусу (2 см) і невисоку якість пластику, проте зазначали, що його зручно тримати в руці. Задня кришка і акумулятор знімні.
Екран телефону створений за технологією STN і має роздільну здатність 101х80 пікселів. Експерти в галузі мобільних технологій звертають увагу на те, що такі параметри, а також підтримка лише 4096 кольорів, які були характерні для мобільних телефонів, що вийшли за 2-3 роки до Siemens A75, вже на момент його появи, навіть в бюджетному сегменті, виглядають застарілими. Зазначено, що через низьку якість екрану елементи меню виглядають неохайно і їх важко сприймати.
Програмне забезпечення телефону досить просте, відповідає рівню недорогого пристрою. Не підтримує java-аплети і Bluetooth, функції органайзера зводяться до мінімуму. Наперед встановлено 2 гри — Stack Attack і Magic Picture. Є WAP-браузер. Телефонна книга апарату дозволяє внести до 100 записів. Як шпалери можна вибрати і встановити будь-яку картинку, а також вибрати одну з двох колірних схем меню. Крім цього, можна налаштувати яскравість підсвічування і контрастність. Для режиму очікування можна вибрати заставку, як-от годинник або картинка.

## Оцінки експертів
Siemens A75 отримав неоднозначні оцінки від експертів. Як його переваги зазначили дуже зручну клавіатуру, гучний дзвінок і потужний вібромотор. Як недолік, якого можна було б уникнути навіть з урахуванням позиціювання апарату — низька якість екрану. Видання «Сотовик» рекомендувало цей апарат людям, які вперше купують мобільний телефон, а також тим, кому потрібен другий пристрій. За даними Ferra.ru, конкурентами Siemens A75 є Alcatel OT 156, LG B2000, Motorola C155, Nokia 2600, Philips 162, Samsung C210 і Sony Ericsson J200.

## Технічні характеристики
- Стандарт: GSM 900/ 1800/ 1900
- ВхШхТ: 101x 44×20 мм, Вага: 78 г
- Стандартна батарея: Li-Ion 650 маг,
- Максимальний час розмови: 4,2 г
- Максимальний час очікування: 230 годин
- Рік випуску: 2005
- Клас: бюджет

| Загальні характеристики             | Загальні характеристики                           |
| ----------------------------------- | ------------------------------------------------- |
| Діапазони частот                    | GSM 900, GSM 1800, GSM 1900                       |
| Тип корпусу                         | класичний                                         |
| Конструкція                         | змінні панелі, джойстик                           |
| Антена                              | вбудована                                         |
| Вага                                | 78 г                                              |
| ВхШхТ                               | 101x44x20 мм                                      |
| Дзвінки                             |                                                   |
| Тип мелодій                         | поліфонічні                                       |
| Кількість мелодій                   | 24                                                |
| Вібродзвінок                        | є                                                 |
| Зв'язок                             |                                                   |
| Інтерфейси                          | COM-порт                                          |
| Доступ в інтернет                   | WAP, GPRS                                         |
| Синхронізація з комп'ютером         | є                                                 |
| Повідомлення                        |                                                   |
| Додаткові функції SMS               | введення тексту зі словником, шаблони повідомлень |
| EMS                                 | є                                                 |
| Інші функції                        |                                                   |
| Гучний зв'язок (вбудований динамік) | є                                                 |
| Автодозвонювання                    | є                                                 |
| Звукова індикація часу розмови      | є                                                 |
| Екран                               |                                                   |
| Тип екрану                          | кольоровий екран STN, 4096 кольорів               |
| Розмір зображення                   | кількість рядків — 4, 101x80 пікс.                |
| Індикація                           | вартості розмови, часу розмови                    |
| Мультимедійні можливості            |                                                   |
| Вбудована фотокамера                | немає                                             |
| Ігри                                | є                                                 |
| Живлення                            |                                                   |
| Тип батареї                         | Li-Ion                                            |
| Ємність батареї                     | 650 маг                                           |
| Час розмови                         | 4,2 год                                           |
| Час очікування                      | 230 год                                           |
| Записник та органайзер              |                                                   |
| Записник в пристрої                 | 100 номерів                                       |
| Органайзер                          | будильник, калькулятор                            |
| Додаткова інформація                |                                                   |
| Комплектація                        | телефон, акумулятор, мережеве з/у, інструкція     |